# AIM (motorfiets)
AIM is een historisch Italiaans merk van crossmotoren en kindermotortjes.
De bedrijfsnaam was: Assemblagio Italiano Motocicli, Prato, later Vaiano.
In 1976 begon dit Italiaanse merk met de bouw van 48- en 124cc-sport- en crossmotoren met inbouwmotoren van Sachs. Daarnaast gebruikte men ook Franco Morini-blokjes voor kindermotorfietsjes: de A1 Mini Girls en Cross Boy zonder versnellingen en de Jumbo met vier versnellingen. Al snel richtte met zich op de meer serieuze terreinmotoren. Er kwamen 250cc-crossmotoren en 100-, 175- en 250cc-enduromotoren. Aan het einde van de jaren zeventig waren er kleine succesjes in de Italiaanse kampioenschappen. Sergio Ballabio werd Italiaans kampioen in de 50cc-motocross en in 1980 werd Gino Perego Italiaans en Europees 50cc-kampioen. Luca Benedetti werd eerste in de 50cc-klasse van de ISDE.
In de jaren tachtig werd het modellenaanbod aanmerkelijk ingekrompen en het zwaartepunt kwam op 50- en 80cc-cross- en enduromodellen te liggen, terwijl ook nog het kindermotorfietsje Baby Trial werd gemaakt. Edi Orioli won de 80cc-ISDE van 1981, maar dit was het laatste succes van AIM. Vanaf 1983 leverde men alleen nog het lichte model ZB.1 en in 1986 werd de productie helemaal gestaakt.